# Мандат
Мандат (лат. mandatum — доручення) — юридичне відношення представництва, а також документ, що засвідчує законність цього представництва.
Мандат депутата (депутатський мандат) — це строкове уповноваження особи (мандатарія) на здійснення представницької влади в об'ємі, делегованому сувереном влади — народом (мандатором), підтверджений фактом обрання депутата на відповідну посаду.
Депутатський мандат може бути вільним, імперативним, або змішаним вільно-імперативним в різних пропорціях.
Сучасні позиції щодо імперативного («залежного») мандата виглядають так:
1. депутат вважається представником тієї частини населення (територіальної громади), яка безпосередньо обрала його до ради;
2. депутат здійснює свої повноваження в умовах відсутності реального парламентаризму, без відриву від основного місця роботи, на громадських засадах, почасти не отримуючи винагороди від держави;
3. депутат зобов'язаний періодично звітувати перед своїми виборцями, які можуть давати йому накази;
4. виборці можуть відкликати депутата.

Вільний (загальнодержавний представницький) мандат депутатів характеризується таким чином:
1. народний депутат вважається представником усього народу;
2. народний депутат здійснює свої повноваження на постійній основі, його трудовий статус подібний до статусу державних службовців;
3. депутат звітує перед виборцями за своїм бажанням. Звітування про діяльність фактично може бути підмінено саморекламою, «піаром»;
4. виборці фактично позбавлені важелів упливу на обранця.

З поняттям мандату тісно пов'язане питання несумісності депутатського мандату з певними видами діяльності.

## Велике князівство Литовське
За литовськими статутами, манда́т — документ, що свідчить про певні права або повноваження пред'явника, надані йому канцелярією великого князя і короля. Мандати видавалися на впровадження чи підвищення різних видів мит.
У Статуті 1588 питанню мандатів присвячена артикул 14: «О мандатехъ, в которых речах мають быть с канъцлярии нашое даваны.»